# Tay Zonday
Tay Zonday (født 6. juli 1982) er en amerikansk sanger, musikant, skuespiller, speaker, stemmekunstner og sidst, men ikke mindst, en YouTube-personlighed.
Tay Zonday er blevet verdensberømt på YouTube med sin sang "Chocolate Rain", som har over 114.000.000 visninger, anno August 2017.